# Murderbot
Murderbot är en amerikansk actiondramaserie som hade premiär på strömningstjänsten Apple TV+ den 16 maj 2025. Serien som är skapad av Chris Weitz och Paul Weitz består av 10 avsnitt.
Serien är baserad på kortromanen All Systems Red, första delen i science fiction bokserien The Murderbot Diaries av Martha Wells, som även agerar som konsulterande producent.

## Handling
Serien handlar om en säkerhetsrobot, Murderbot, som hackar sitt eget system och får sin egen fria vilja. Murderbot måste dölja sitt oberoende för att slutföra ett farligt uppdrag.

## Rollista (i urval)
- Alexander Skarsgård - Murderbot
- David Dastmalchian - Gurathin
- Noma Dumezweni - Mensah
- Sabrina Wu - Pin-Lee
- Tattiawna Jones - Arada
- Akshay Khanna - Ratthi
- Tamara Podemski - Bharadwaj